# Kazue Ikura
Kazue Ikura (伊倉 一恵 Ikura Kazue?, Prefectura de Nagano, 23 de marzo de 1959) es una seiyū japonesa afiliada a la agencia de talentos Aoni Production.
Ha participado en series como City Hunter, Sakura Taisen, Slayers Next y Orphen, entre otras. Está afiliada a Aoni Production.

## Filmografía

### Anime
- Angel Heart como Kaori Makimura
- Antique Bakery como la madre de Tachibana
- Ashita Tenki ni Naare como Takeji
- Azuki-chan como Michie Oosako
- Bannō bunka nekomusume como Ryunosuke Natsume
- Beyblade como Antonio
- Billy Inu nan de mo Shōkai como Torara
- Biriken como Torara
- Black Lagoon como García Fernando Lovelace
- Chō Mashin Eiyūden Wataru como Joou y Toraoh
- City Hunter como Kaori Makimura
- Detective Conan como Kaori, Mai Seta y Yuki Togawa
- Digimon Xros Wars como Lady Devimon
- Eat-Man '98 como Vanessa O'Neil
- El largo viaje de Porphy como Marta
- El pequeño lord como Eric
- Gambalist! Shun como Ueno
- Ganbare! Kickers como Masaru Hongo
- Go! Anpanman como Green Pepper (Piiman) y Shiratama-san
- Hai Akko Desu como Yamashita
- Hakaba Kitarō como Fake Kitaro
- Hana no Mahōtsukai Mary Bell como Kelly
- Hanada Shonen-shi como Shin
- Hatara Kizzu Maihamu Gumi como Mentarou
- Hime-chan no Ribbon como Pokota
- Hoshi no Kirby como Broom King/Fake Rowlin
- Jungle Book: Shounen Mowgli como la madre de Kichi
- Karakuri Kengo Den Musashi Lord como Kojiro
- Katoli como Leo
- Kobo-chan como Shigeru
- La princesa Sara como Teddy
- Las aventuras de Peter Pan como Tootles
- Machine Robo: Chronos no Gyakushuu como Nasca
- Magical Hat como Hat
- Mahō no Star Magical Emi como Musashi Koganei
- Mama wa Shougaku Yonensei como Izumi Shimamura
- Manga Mito Kōmon como Okoto
- Mashin Eiyuden Wataru como Toraoh
- Mashin Eiyuden Wataru 2 como Toraoh
- Mittsume ga Tooru como Sharaku Hosuke
- Moero! Top Striker como Mitsuru
- Musashi no Ken como Ranko Todoro
- Naruto Shippūden como Mebuki Haruno
- Noramimi como Phillip
- Ochame na Futago: Claire Gakuin Monogatari como Allison
- One Piece como Jessica, Sentoumarou y Tony Tony Chopper (eps 254-263)
- Orphen como Volcán Volcano
- Ranma ½ como Satori
- Robin Hood no Daibōken como Robin Hood
- RoboDz Kazagumo Hen como Nejimaru
- Robot Girls Z como Demon Captain
- Sailor Moon Super S como Natsumi Ichinose
- Sakura Taisen como Leni Milchstraße
- Shin-chan como Ryuko "Uñas comidas" Okegawa
- Slayers Next como Fibrizo (como Kazu Ikura)
- Sorcerer Hunters como Next Day
- Taiyō no Yūsha Fighbird como Kenta (como Kazu Ikura)
- Tanoshii Moomin Ikka como Phillip y Tofuto
- Tenshi na Konamaiki como Takami
- Tottemo! Luckyman como Friendshipman
- Yanbo, Ninbo, Tonbo como Nanbo
- Yatterman (2008) como Oharu

### OVAs
- Aoki Honō como Keiko Kuroeda
- Bannō bunka nekomusume como Ryunosuke Natsume
- Black Lagoon como García Fernando Lovelace
- Carol como Eddie
- Chōjū Densetsu Gestalt como Carmine
- City Hunter como Kaori Makimura
- Ellcia como Eira
- Gakusaver como Kiryuu Kotone
- Genji como Masako Houjou
- Guy: Double Target como Raina
- Irresponsable capitán Tylor como Bob
- Koko wa Greenwood como Watanabe
- Mashin Eiyuden Wataru: Soukaizan Eiyu Densetsu como Toraoh
- Mashin Eiyuden Wataru: Warinaki Toki no Monogatari como Toraoh
- Mobile Suit Gundam 0083: Stardust Memory como Mora Bascht
- Re: Cutie Honey como Sister Jill
- RG Veda como Ashura
- Sakura Taisen: "Su~Mi~Re": Kanzaki Sumire Intai Kinen como Leni Milchstraße
- Sakura Taisen: Gouka Kenran como Leni Milchstraße
- Shōjo Fight como Sara Kamakura
- Sorcerer Hunters como Potee
- Sukeban Deka como Saki Asamiya
- Suna no Bara como Della
- Yōjū Kyōshitsu como Demon Beast (joven)
- Yugen Kaisha como Mamoru Shimesu

### Especiales
- Ami-chan no Hatsukoi como Bonnone
- Black Lagoon Omake como García Fernando Lovelace
- City Hunter como Kaori Makimura
- Hitomi no Naka no Shōnen: Jūgo Shōnen Hyōryūki como Brian

### Películas
- 2112: The Birth of Doraemon como Elmatadora
- City Hunter como Kaori Makimura
- Digimon Xros Wars: The Boy Hunters Who Leapt Through Time como Megane
- Mobile Suit Gundam: Char's Counterattack como Rezin Schnyder
- Mobile Suit Gundam 0083: The Last Blitz of Zeon como Mora Bascht
- Mobile Suit Gundam F91 como Bertuo Rodriguez
- Naruto Shippūden 6: El camino ninja como Mebuki Haruno
- Onna Senshi Efe & Jira: Gude no Monsho como Jiliora
- Sakura Taisen: Katsudou Shashin como Leni Milchstraße
- Shin Chan: ¡Esto es una Animalada! como Ryuko "Uñas comidas" Okegawa
- Shin Chan: Perdidos en la jungla como Ryuko "Uñas comidas" Okegawa
- Shin Chan Spa Wars: La guerra de los balnearios como Ryuko "Uñas comidas" Okegawa
- The Giant Mechanical Soldier of Karakuri Castle como Tony Tony Chopper
- Tobé! Kujira no Peek como Moito
- Yukiwatari como Konzaburō

### CD Drama
- Dengeki Bunko Best Game Selection 7 Fire Emblem Tabidati no Syou como Rickard

### Tokusatsu
- Kamen Rider Black como Anemone-Kaijin (voz)
- Kamen Rider Black RX como Hyakume Babaa (voz)

### Videojuegos
- Ape Escape como Jake/Buzz/Hiroki
- Ape Escape 3 como Jake/Hiroki
- Ape Escape: Pumped & Primed como Jake/Hiroki
- BS Fire Emblem: Akaneia Senki como Rickard
- DreamMix TV World Fighters como Manjimaru
- Dynasty Warriors Gundam 2 como Rezin Schnyder
- Kabuki Klash: Far East of Eden como Manjimaru
- One Piece: Pirate Warriors como Sentoumarou
- One Piece: Pirate Warriors 2 como Sentoumarou
- One Piece: Pirate Warriors 3 como Sentoumarou
- Orphen: Scion of Sorcery como Volcán
- Sakura Taisen 2 como Leni Milchstraße
- Sakura Taisen 3 como Leni Milchstraße
- Sakura Taisen 4 como Leni Milchstraße
- Shin Megami Tensei: Digital Devil Saga como Jinana
- Shining Force EXA como Lurnaezel
- Tales of Eternia como Shizel
- Tales of Vesperia como Shizel

## Música

### Sakura Taisen
- Sakura Taisen: Gouka Kenran: Como parte del grupo "Teikoku Kagekidan", inteprretó el opening Geki Teikoku Kagekidan y el último ending Continuation Of His Dream. También cantó a dúo con Kumiko Nishihara el segundo ending: Sparkle.[3]
- Sakura Taisen: Katsudou Shashin (Sakura Taisen: The Movie): También formando parte del grupo "Teikoku Kagekidan", participó en el opening Kiseki no Kane (Movie Version).[4]

### Otras participaciones
- Para la película Onna Senshi Efe & Jira: Gude no Monsho cantó a dúo con Naoko Matsui el ending Start Up - Tobitatsu Hi.[5]
- Formando parte de "Gallop", interpretó el ending del OVA de Tengai Makyō: Ziria: Far East of Eden.[6]